# Gonodonta panoana
Gonodonta panoana är en fjärilsart som beskrevs av William Schaus 1933. Gonodonta panoana ingår i släktet Gonodonta och familjen nattflyn. Inga underarter finns listade i Catalogue of Life.